# Lynden O. Pindling
Sir Lynden Oscar Pindling KCMG (* 22. März 1930 in Nassau; † 26. August 2000 ebenda) war von 1967 bis 1973 Premierminister der damals noch britischen Kolonie der Bahamas und – nach der Erlangung der Unabhängigkeit – von 1973 bis 1992 der erste Premierminister des Commonwealth der Bahamas.

## Leben
Lynden Pindling wurde als Nachkomme jamaikanischer Einwanderer und Sohn eines Polizeibeamten geboren. An der Government High School in Nassau zeichnete er sich durch schulische Leistungen und auch als Leichtathlet aus; er war bahamaischer Jugendmeister im 100-Meter-Lauf. Nach kurzer Tätigkeit als Angestellter der Postsparkasse studierte er Jurisprudenz am King’s College London. 1953 kehrte er in sein Heimatland zurück und ließ sich als Rechtsanwalt nieder. Im selben Jahr schloss er sich der kurz zuvor gegründeten, sich als sozialdemokratisch verstehenden Progressive Liberal Party (PLP) an.
1956 heiratete Lynden Pindling Marguerite McKenzie. Ihnen wurden vier Kinder geboren.
Im selben Jahr wurde Pindling erstmals ins Parlament (House of Assembly) und sogleich zum Fraktionsvorsitzenden seiner Partei gewählt. Er gewann seinen Wahlkreis in Nassau bzw. auf Andros auch bei allen folgenden Wahlen: 1962, 1967, 1972, 1977, 1982, 1987, 1992 und 1997. Pindling kämpfte dafür, dass das Zensuswahlrecht zugunsten eines allgemeinen Wahlrechtes abgeschafft und schließlich auch den Frauen das Wahlrecht gewährt wurde.
Bei der Wahl vom 10. Januar 1967 zog die PLP mit der regierenden United Bahamian Party (UBP) von Roland Symonette an Mandaten gleich. Mit Unterstützung der Negro Labour Party konnte Pindling eine Regierung bilden; er wurde als erster Schwarzer zum Premierminister der Bahamas gewählt. Pindling forcierte den 1964 eingeleiteten Prozess, mit dem Großbritannien den Bahamas die Selbstverwaltung in inneren Angelegenheiten zugestanden hatte. 1969 billigte das britische Parlament der bisherigen Kolonie den Status eines Commonwealth of the Bahama Islands mit erweiterten Selbstbestimmungsrechten zu. Pindling bemühte sich um eine „Bahamanierung“ („Bahamianization“) der Wirtschaft: Einheimische sollten – anstelle von US-Amerikanern und Briten – die einheimische Wirtschaft kontrollieren bzw. bevorzugt beschäftigt werden. Bei den Wahlen von 1972 gewann die PLP mit dem Versprechen, die Bahamas in die Unabhängigkeit zu führen, 29 von 38 Sitzen im Parlament. Nach Abschluss der Verhandlungen mit der britischen Regierung über die künftige Verfassung wurden die Bahamas am 10. Juli 1973 in die Unabhängigkeit entlassen. Pindling wurde zum ersten Ministerpräsident des neuen Staates gewählt. Er blieb Premierminister bis 1992.
Das letzte Jahrzehnt von Pindlings ein Vierteljahrhundert währender Amtszeit wurde mehr und mehr von Korruptionsskandalen überschattet. Die USA warfen Pindling vor, er habe geduldet, wenn nicht gar es erst ermöglicht, dass sein Land zu einer bevorzugten Route der Drogenhandels geworden sei und an der Geldwäsche verdiene. Pindling konterte, solche Behauptungen seien ein „imperialistischer Übergriff“.
1992 wurden Pindling und seine PLP abgewählt. In der folgenden Legislaturperiode übernahm Pindling das Amt des Oppositionsführers. Bald nachdem er 1997 ein letztes Mal ins Parlament gewählt worden war, musste er sich krankheitsbedingt aus der Politik zurückziehen. Er starb am 26. August 2000 in seiner Heimatstadt.

## Ehrungen
- Der internationale Flughafen in Nassau wurde im Jahre 2006 Lynden Pindling zu Ehren benannt: Lynden Pindling International Airport (LPIA).